# Nastazin
Nastazin – wieś w Polsce, położona w województwie zachodniopomorskim, w powiecie goleniowskim, w gminie Maszewo.
W skład sołectwa Nastazin wchodzi kolonia Kłodniki.
We wsi świątynia prostego kształtu zrekonstruowana po 1996 na wzór gotyckiego kościoła ze wschodnim szczytem z blendami i niską, XV wieczną wieżą.
Od roku 2003 w Nastazinie odbywa się festiwal „Teatr w Stodole” organizowany przez Teatr Nie Ma.
W latach 1954–1959 wieś należała i była siedzibą władz gromady Nastazin, po jej zniesieniu w gromadzie Dębice. W latach 1975–1998 miejscowość administracyjnie należała do województwa szczecińskiego.